# Sasha
Sascha Röntgen-Schmitz (? –), művésznevén Sasha német énekes- dalszerző és alkalmi színész. Magyarországon leginkább "I Feel Lonely" című 1999-es popslágeréről ismert, nemzetközileg is legsikeresebb dala viszont az 1998-as "If You Believe" volt, amely hazájában platina minősítést ért el, és számos kislemezlistán került az első öt helyezett közé. Mindkét dal Dedicated to... című debütáló albumáról származik.
A Dick Brave & the Backbeats együttes énekeseként is ismert, Dick Brave becenéven. Az Egyesült Államokban Sasha Alexander néven futott be, az azonos művésznevet viselő walesi DJ-vel való jogi vita miatt.
Pályafutása során nyolc stúdióalbuma jelent meg, színészként 2006-ban debütált a Goldene Zeiten című német produkcióban.

## Diszkográfia

### Stúdióalbumok
- Dedicated to... (1998)
- ...you (2000)
- Surfin' on a Backbeat (2001)
- Open Water (2006)
- Good News on a Bad Day (2009)
- The One (2014)
- Schlüsselkind (2018)
- This Is My Time. This Is My Life. (2023)